# جنس مانتولیو
جنس مانتولیو (انگلیسی: Genís Montolio؛ زادهٔ ۲۳ ژوئیهٔ ۱۹۹۶) بازیکن فوتبال اهل اسپانیا است.
از باشگاه‌هایی که در آن بازی کرده‌است می‌توان به باشگاه فوتبال ویارئال اشاره کرد.